# Grand Theft Auto: London, 1961
Grand Theft Auto Mission Pack#2: London, 1961 é um jogo da série de jogos de computador e videogame Grand Theft Auto.
Terceiro jogo da série, foi lançado pela Rockstar Games em 1999 como um pacote de expansão de Grand Theft Auto: London, 1969, apenas para PC. O jogo se passa oito anos antes do original e necessita que o original GTA esteja instalado.
Grand Theft Auto: London, 1961 é um pacote de missões distribuído gratuitamente, lançado em 1 de junho de 1999.. Assim como o London, 1969, ele usa o mesmo motor gráfico de Grand Theft Auto. Como o nome já diz, o jogo se passa em Londres no ano de 1961, oito anos antes dos eventos que acontecem em London, 1969. Portanto o 1961, cronologicamente é o mais antigo Grand Theft Auto.
Diferentemente de London, 1969, London, 1961 só existe para PC, é possível baixá-lo gratuitamente. Requer o Grand Theft Auto instalado. Também pode ser jogado com o disco do London, 1969, porém não funciona com a versão inclusa no pacote Grand Theft Auto: The Classics Collection.
Vários autores independentes desenvolveram ferramentas que permitem a edição para os fãs do jogo. Uma delas é GTACars. Essas ferramentas ajudaram a criar um grande número de veículos. Outras ferramentas, incluindo a M1 e Junction 25 servem para editar nomes e mapas. Os pacotes de missões foram criados pela DMA Designs usando várias dessas ferramentas licenciadas.